# Baghmalek
Baghmalek o Bāgh-e Malek (farsi باغ‌ملک) è il capoluogo dello shahrestān di Baghmalek, circoscrizione Centrale, nella provincia del Khūzestān. Aveva, nel 2006, una popolazione di 20.844 abitanti.